# ピエール・ド・ラリヴェ
ピエール・ド・ラリヴェ（Pierre de Larivey, 1541年7月20日 - 1619年2月12日）はルネサンス期フランスの劇作家、翻訳家。モリエールやジャン＝フランソワ・ルニャールらに影響を与え、フランス喜劇の生みの親の一人と位置付けられることもある。なお、17世紀初頭に相次いで暦書を刊行していた占星術師クロード・モレル(Claude Morel)は、この人物の変名とされる。

## 生涯
ピエール・ド・ラリヴェは1541年にトロワで生まれた。祖父はイタリアからの移住者で、フランスに来た後、姓をギュント(Giunto)からラリヴェ（当初は L’Arrivée と綴った）に変えた。
ピエールは、パリで弁護士などを勤めた後（この頃ピエール・ド・ロンサールと親交があったとされる）、トロワに戻ってサン＝テチエンヌ司教座聖堂の参事会員となり、のちに司祭職に任命されている。彼はそうした職の傍ら、イタリア語文献の翻訳や喜劇作品の執筆を旺盛に行った。

## 演劇作品
当時上演された作品をまとめた著作として次の2冊がある。
- 『最初の6つの喜劇 Six premières comédies』（パリ、1579年）

これは1611年までに四版を数えた。
- 『新たな3つの喜劇 Trois nouvelles comédies』（トロワ、1611年）

これらは、1855-56年に『かつてのフランス演劇 Ancien Théâtre français』の第5巻-第7巻として復刻された。この復刻版は、ガリカデジタル図書館（フランス国立図書館）で見ることができる。

## 翻訳
原著はいずれもイタリアの作品である。
- ジャン・フランチェスコ・ストラパローラ『滑稽なる夜 Les Facécieuses nuicts』第2巻（パリ、1573年）
- 『架空の哲学の二書 Deux livres de philosophie fabuleuse』（パリ、1577年）
- アレッサンドロ・ピッコロミニ『哲学と道徳教育 La Philosophie et institution morale』（パリ、1581年）
- ロレンツォ・カペッローニ『様々な話 Les Divers Discours』（トロワ、1595年）
- ピエトロ・アレティーノ『イエス・キリストの人間味 L'Humanité de Nostre Sauveur Jésus-Christ 』（トロワ、1604年）

これは既にジャン・ド・ヴォゼルが1537年に訳書を刊行しており、それを若干修正したものに過ぎないようである。
- バルトロメオ・アルニージョ『夜 Les Veilles』（トロワ、1608年）

## クロード・モレル
「ブルゴーニュ公国サン＝タムール生まれのクロード・モレル」と名乗っていた占星術師は、ピエール・ド・ラリヴェと同一人物とされる（モレルとラリヴェを結びつけることに懐疑的な見解もある）。甥であったらしい占星術師ピエール・ド・ラリヴェ2世と混同されることがあるが、彼自身はピエール・ド・ラリヴェ名義で占星術関連書を出したことはない。モレル名義の占星術的な暦書は、1611年向けから1618年向けまでが確認されている。
また、没後、ピエール・ド・ラリヴェ2世の編集で『クロード・モレルと呼ばれた故ピエール・ド・ラリヴェの、死後その書斎で発見された予言集の6つのサンチュリ』（トロワ、1623年）という著書が刊行された。ノストラダムスを意識した作品なのは明らかであるが、ラリヴェは他にトロワの出版業者ピエール・シュヴィヨが刊行した、ノストラダムス予言集の版の一つ（1611年）の編集に携わっていた可能性も指摘されている（ちなみにシュヴィヨは17世紀初頭にラリヴェ作品の出版を複数手掛けていた）。